# Операција Теодор
Операција Теодор је југословенски телевизијски филм из 1982. године. Режирао га је Сава Мрмак а сценарио је написао Тарик Хаверић.

## Улоге
| Глумац            | Улога           |
| ----------------- | --------------- |
| Марјан Сриенц     | Андреас Енгвирд |
| Вања Албахари     |                 |
| Мугдим Авдагић    |                 |
| Петер Карстен     |                 |
| Душан Голумбовски |                 |
| Драган Јовичић    |                 |
| Владо Керошевић   |                 |
| Боро Милићевић    |                 |
| Заим Музаферија   |                 |
| Бора Ненић        |                 |
| Мухарем Осмић     |                 |
| Нада Пани         |                 |
| Аљоша Вучковић    |                 |